# Vernéville
Vernéville (Duits: Wernheim) is een gemeente in het Franse departement Moselle (regio Grand Est) en telt 574 inwoners (2005). De plaats maakt deel uit van het arrondissement Metz.

## Geografie
De oppervlakte van Vernéville bedraagt 9,1 km², de bevolkingsdichtheid is 63,1 inwoners per km².
De onderstaande kaart toont de ligging van Vernéville met de belangrijkste infrastructuur en aangrenzende gemeenten.

## Demografie
Onderstaande figuur toont het verloop van het inwonertal (bron: INSEE-tellingen).